# 試院里
試院里為台灣台北市文山區轄下一里，因中華民國考試院坐落於此得名。

## 簡介
由原和興里和試院里合併，1990年3月12日定名文山區試院里。
中華民國最高考試機關考試院的所在地，結合考選部、銓敘部等等下轄二級機關，對街則是國家考場，專門舉行國家考試，附近的世新大學隱藏於丘陵之間，往前離開試院里是仙跡岩。木柵路一段穿過里中間，是此地的交通幹道。沿景美溪設置腳踏車專用道，可以一路騎至淡水，旁邊河堤可以跑步和散步，河堤下是「木柵河濱公園」，設有籃球場、羽球場和健身器材，是附近居民假日休閒的地方。
此地下半部一塊半月型土地，被景美溪圍繞，早年有一個大水塘，狀似肚腹，故稱為「埤腹」，直到日治時期消失。

## 里界
- 東至：與華興里相鄰
- 西至：與新北市新店區相鄰
- 南至：與新北市新店區相接
- 北至：與景東里相鄰

## 文化資產
- 擎天樹：位於和興路27號的一棵老榕樹，緊鄰永興廟。
- 溝子口福德宮：位於木柵路59巷1號，主祀福德正神。
- 溝子口天主堂：位於木柵路一段58巷24號。